# 蒋方舟
蒋方舟（1989年10月27日—），湖北省襄阳市人，中国女作家。母亲为作家尚爱兰。
1997年起至今从事文学创作，曾为中国少儿作家，引起社会的广泛讨论，现已出版作品十部，包括《打开天窗》、《正在发育》、《邪童正史》、《第一女生》、《我承认我不曾历经沧桑》等。
2012年毕业于清华大学，现任《新周刊》杂志副主编，现定居于北京市。

## 个人简介
1989年10月27日，蒋方舟出生于中华人民共和国湖北省襄阳市铁路医院。1996年9月到2002年6月，于湖北省襄阳市铁路第一小学就读。2002年9月到2005年6月，于湖北省襄阳市铁路第一中学就读。
7岁（1997年）暑假开始创作首部作品《打开天窗》，该书于1999年出版，2001年被中国湖南省教委定为中小学生素质教育推荐读本。
十一岁（2000年）写成长篇小说《正在发育》，涉及同性恋等敏感的话题，引起社会各界的广泛争议和讨论。
2000年8月起，在《南方都市报》开设专栏，2002年4月至8月，在山东省《视周刊》开设专栏“影视发烧语对谈”，2002年5月后，在《足球报》、《南方体育》、《海峡都市报》、《三秦都市报》和《新作文》等开设短期专栏，内容关于足球、影视文化、作文等。2003年11月起在《新京报》和《南方都市报》连载《邪童正史》被各界广泛关注。2004年3月起， 在《郑州晚报》开设专栏，在吉林省长春市《巷报》开设专栏。2005年5月，由其创作的长篇童话《我是动物》被改编为五幕话剧，在北京儿艺“20万元征剧本”活动中获鼓励奖。2005年10月，“蒋方舟官方网站”开通。
2005年，她当选中国少年作协主席。
2005年4月，中华人民共和国湖北省武汉市华中师范大学第一附属中学举行自主招生考试，准备面向湖北省招30名特长生，蒋方舟参加了考试并通过笔试，被该校提前录取。蒋方舟在该校的寝室已被命名为“蒋方舟创作室”，成为该校的一道人文景观。
凭借其写作特长，2008年通过清华大学的自主招生考试，获得高考降60分录取的优惠，进入清华大学新闻与传播学院就读，在社会亦引起讨论和争议。
2008年起任《新周刊》特约记者，2010年升格为杂志主笔，2012年毕业后成为《新周刊》杂志副主编。
2010年，成为饶雪漫主编的《最女生》杂志签约的新锐女作者。2010年9月10日，在湖南卫视《快乐男声》决战之夜担任跨界评委。2010年代言并拍摄平面和TVC广告：美宝莲BB霜。
2012年3月，就任《意林》杂志社顾问。2012年6月从清华大学毕业。2012年9月担任第九届中国金鹰电视艺术节暨第26届中国电视金鹰奖颁奖嘉宾。

## 作品
- 1999年7月，出版《打开天窗》，长江文艺出版社
- 2001年5月，出版《正在发育》，陕西师范大学出版社
- 2001年11月，出版《正在发育》（繁体版），台湾高富国际文化公司
- 2002年10月，出版《都往我这儿看》，春风文艺出版社
- 2003年10月，出版长篇童话《我是动物》，郑州大学出版社
- 2004年10月， 出版《邪童正史》，天津人民出版社
- 2006年7月，出版《骑彩虹者》，长江文艺出版社
- 2007年7月，出版《第一女生》，长江文艺出版社
- 2009年1月，出版《谣言的特点》，长江文艺出版社
- 2013年10月，出版《我承认不曾历经沧桑》，广西师范大学出版社
- 2015年7月，出版《故事的结局早已写在开头》，九州出版社
- 2017年8月，出版《东京一年》，中信出版社

## 荣誉
- 2002年11月，在全国英语奥林匹克竞赛中，获初中组三等奖。
- 2003年6月，获《语文报》“少年之星”金奖。
- 2004年8月，获“中国少年作家杯”一等奖。
- 2009年10月，以散文《审判童年》获得第七届“茅台杯人民文学奖散文奖”。[8]

## 争议

### 大学录取风波
有传言称，蒋方舟在高考时，语文作文竟然没有写一个字，而且被清华大学录取，引发了外界的争议。
2008年1月，蒋方舟通过清华大学自主招生考试。但该年度高考蒋方舟总分仅561，清华大学破例降低60分录取蒋方舟，在公众中反响剧烈。大量网友质疑，主要观点是不应降低过多分数录取，清华炒作。
蒋方舟方面称，作文题目《举手投足之间》让她思考半小时才下笔，因考试时间看错，语文作文没写完，还有一些题目没有答，并非没写作文，最终语文得分为117分，而数学为131分、英语为128分、文科综合为185分。因为通过清华大学自主招生考试后，可以加60分，所以，这个分数进入清华大学没有问题。

### 毕业即就任杂志副主编
2012年，蒋方舟在微博上祝贺自己从清华大学毕业，2012年7月3日《新周刊》执行总编封新城在微博上给出了确切的答案，蒋方舟将就任《新周刊》杂志副主编。
作家蒋方舟毕业即任副主编引热议，对于大家的疑虑，封新城说，认识蒋方舟是从2008年开始，“我当时就发现她比很多同龄人成熟很多。”后来，经过四年的学习，蒋方舟从最开始的特约记者到后来的主笔，是一步步实践、锻炼出来的，“蒋方舟是从主笔的职位提拔到副主编的，这是一个循序渐进的过程，并不是一毕业就当副主编。

### 代笔风波
2012年7月31日，知名互联网人士方舟子指控蒋方舟的《白字先生》是其母亲尚爱兰的代笔，“蒋方舟（7岁开始写作、9岁出书并在南都开专栏、11岁出版长篇小说）在刚出道不久就被多位网友证明过是其母亲、作家尚爱兰的代笔，几年前她破格被清华录取时又被证明了一次。证据众多而确凿，较强的证据之一是尚爱兰写的和以蒋方舟名义发表的文章有大量的雷同，写穿帮了。”
对于质疑，蒋方舟方面称：“自己从十几岁起就遭到外界怀疑，与其回应，不如埋头写书，让时间证明一切。”
2014年6月18日，蒋方舟发表了一篇名為《抵制一切抵制》的時事評論，文中出现大量常识错误，如将台湾的反服贸运动解释为“反服装贸易”、将马航失事的MH370误写为"MH730"、将比伯误認为美国歌手等等。这使得她的水平再受網民质疑。幾天后，蔣本人博客上的文章被改正過來，但印發在《新周刊》上的文章已沒法修正。
對此，方舟子讽刺道：“她妈妈最近在忙啥呢，逼得蒋方舟破着头发亲笔写作？”

### 接受日本资助
2021年1月6日，日本外务省官网公布的日本国际交流基金会2015年和2017年的年度经营业绩评估报告显示，蒋方舟曾于2015年接受日本资助，赴日参观考察。2016年在东京开始为期3个月的交流活动，结束后在日本旅居了几个月。2017年8月出版了记录东京生活的图书《东京一年》。
2021年6月6日起，日本外务省官网公布的文件中涉及蒋方舟的内容以中文译文截图的形式在中国内地互联网上热传，蒋方舟的新浪微博评论区涌入对其质疑和批评者，部分微博大V开始讨论此事件。部分中国内地网友指责其在中国替日本做文宣、专职写文章吹捧、认为其“精日”等等，6月8日蒋方舟登上微博热搜。
2021年6月7日和6月8日，蒋方舟先后两次于微博作出回应：“此次交流为公开正常的文化交流”、交流期间对方支付我在日期间生活成本以及研究费（每个月2万人民币左右），无其它费用、交流结束后在日旅居为自费。
2021年6月9日，中华人民共和国外交部就涉及蒋方舟的赴日参观考察项目作出回应：“国与国之间以各种形式开展人员互访交流的做法，在国际关系实践中普遍存在”。

### 接受日媒采访
2020年7月23日，在日本NHK电视台BS1频道首播的纪录片《中国巨龙正在改变的世界后疫情时代的市民》，纪录片采访片段显示，在谈及中国疫情的人员管理方式时，蒋方舟认为：“因为人类历史上都在思考和争辩‘什么样的政治制度是最好的’，这是一个非常非常漫长的过程。用一种非常时期（指疫情）的状态去判断哪种（制度）好哪种不好，这种思维的武断本身就是一个挺危险的事情”。
2021年6月8日，有网民在中国内地网络上发布了该纪录片中蒋方舟接受采访的片段，引发舆论争议，有网友认为其在采访中暗示中国政治制度是不好的。同日，蒋方舟通过接受观察者网采访的方式作出回应，称日媒断章取义：在主持人用了“专制”、“强制性手段”等措辞引导她谈论中国的制度优劣时，她首先否认了这个前提，认为在非常状态下以“专制制度”来进行定义是不客观且武断的，随后才有了“这种思维的武断是危险的”等表述。